# Gino Sovran
Gino Sovran (Windsor, Ontario; 17 de diciembre de 1924 - Royal Oak, Míchigan; 26 de junio de 2016) fue un jugador de baloncesto canadiense que disputó una temporada en la BAA, la temporada inaugural de la liga. Con 1,88 metros de estatura, jugaba en la posición de escolta.

## Trayectoria deportiva

### Universidad
Jugó durante 3 años en el Assumption College de su ciudad natal, hoy Universidad de Windsor, donde fue el primer jugador en alcanzar los 1000 puntos en su universidad, promediando 17,1 por partido, disputando en 1946 la final universitaria canadiense. Jugó posteriormente un año con los Titans de la Universidad de Detroit Mercy, donde fue el máximo anotador del equipo.

### Profesional
En 1946 fichó por los Toronto Huskies en la primera temporada de la liga BAA, precursora de la NBA, donde fue el único canadiense, junto con Hank Biasatti en jugar en dicho equipo. disputó únicamente seis partidos, en los que promedió 1,8 puntos.

#### Estadísticas en la BAA

##### Temporada regular
| Temporada | Edad | Equipo          | Liga | Pos. | P | TIT | MIN | TC  | TCA | %TC  | 3P | 3PA | %3P | TL  | TLA | %TL  | R.OF. | R.DEF. | REB | ASIS | ROB | TAP | PER | FP  | PTS |
| 1946-47   | 22   | Toronto Huskies | BAA  |      | 6 |     |     | 0.8 | 2.5 | .333 |    |     |     | 0.2 | 0.3 | .500 |       |        |     | 0.2  |     |     |     | 0.8 | 1.8 |
| Total     |      |                 | BAA  |      | 6 |     |     | 0.8 | 2.5 | .333 |    |     |     | 0.2 | 0.3 | .500 |       |        |     | 0.2  |     |     |     | 0.8 | 1.8 |